# Головеньківська сільська рада (Немирівський район)
| Головеньківська сільська рада — колишній орган місцевого самоврядування у Немирівському районі Вінницької області з адміністративним центром у с. Головеньки. Сільській раді були підпорядковані населені пункти: - с. Головеньки |

## Склад ради
Рада складалася з 12 депутатів та голови.

## Керівний склад сільської ради
| ПІБ                        | Основні відомості                                                    | Дата обрання | Дата звільнення |
| -------------------------- | -------------------------------------------------------------------- | ------------ | --------------- |
| Стецюра Катерина Дмитрівна | Сільський голова, 1952 року народження, освіта, член народної партії | 26.03.2006   | 31.10.2010      |
| Зацерковна Марія Яківна    | Сільський голова, 1955 року народження, освіта вища, позапартійна    | 31.10.2010   |                 |

Примітка: таблиця складена за даними джерела